# Heike Axmann
Heike Axmann, geborene Dombrowski (* 4. Dezember 1968 in Wismar), ist eine ehemalige deutsche Handballspielerin und aktive Handballtrainerin. Ihre Spielposition war am Kreis.

## Karriere
Heike Axmann bestritt 114 Länderspiele für die deutsche Nationalmannschaft, davon 60 für den DHV und 54 für den DHB. Mit der Nationalmannschaft gewann sie die Handball-Weltmeisterschaft 1993.
1989 wurde sie zur Handballerin des Jahres gewählt.
Knapp drei Jahre lang trainierte Axmann den Buxtehuder SV. Sie ist derzeit DHB-Jugendtrainerin. Ab 2014 war sie als Co-Trainerin der weiblichen A-Jugend beim Buxtehuder SV tätig. Im Jahr 2016 übernahm sie das Traineramt der A-Jugend sowie das Traineramt der 2. Damenmannschaft. Nach der Saison 2020/21 legte sie beide Trainerämter nieder. Anschließend war sie bis zum Saisonende 2022/23 als Co-Trainerin bei den HL Buchholz 08-Rosengarten tätig.
Die gelernte Reiseverkehrskauffrau ist verheiratet und hat zwei Kinder. Ihre Tochter Natalie und ihr Sohn Dominik spielen ebenfalls Handball.

## Erfolge
- Weltmeister 1993
- Euro-City-Cup 1994
- DDR-Meister 1989
- DDR-Pokalsieg 1988, 1989
- Handballerin des Jahres 1989 im DHV